# Stora Luleälven
Der Stora Luleälven ist der größere und nördlichere der beiden Quellflüsse des Luleälven in Nordschweden.
Er hat seinen Ursprung im aufgestauten See Akkajaure. Von dort durchfließt er in südöstlicher Richtung zuerst die Seen Kårtejaure und Langas, anschließend den Stausee Stora Lulevatten. An dessen östlichem Ende passiert er den Ort Porjus und setzt seinen Lauf in südöstlicher Richtung nach Vuollerim fort, wo er mit dem Lilla Luleälven zusammentrifft und den Luleälven bildet. Es liegen eine Reihe von Wasserkraftwerken entlang dem Flusslauf.
Wichtigster Quellfluss ist der Vuojatätno, der die Seen Virihaure und Vastenjaure im Padjelanta-Nationalpark sowie den Westteil des Sarekgebirges entwässert und von Süden kommend in den Akkajaure mündet.